# Aplaviroc
Aplaviroc (INN, tên mã AK602 và GSK-873140) là một chất ức chế xâm nhập CCR5 thuộc nhóm 2,5-diketopiperazine  được phát triển để điều trị nhiễm HIV. Nó được phát triển bởi GlaxoSmithKline.
Vào tháng 10 năm 2005, tất cả các nghiên cứu về aplaviroc đã bị ngừng do lo ngại độc tính gan. Một số tác giả đã tuyên bố rằng bằng chứng về hiệu quả kém có thể đã góp phần chấm dứt sự phát triển của thuốc; nghiên cứu ASCENT, một trong những thử nghiệm đã ngừng, cho thấy aplaviroc kém hiệu quả ở nhiều bệnh nhân ngay cả ở nồng độ cao.